# Diphya pumila
Diphya pumila är en spindelart som beskrevs av Simon 1889. Diphya pumila ingår i släktet Diphya och familjen käkspindlar.
Artens utbredningsområde är Madagaskar. Inga underarter finns listade i Catalogue of Life.